# Zimmer Biomet
Zimmer Holdings est une entreprise de matériel médical américaine.

## Histoire
Elle est issue d'une scission de Bristol-Myers Squibb en 2001.
En avril 2014, Zimmer acquiert Biomet, une entreprise américaine spécialisé dans le matériel orthopédique, pour 13,35 milliards de dollars.
En juin 2016, Zimmer Biomet acquiert pour 1 milliard de dollars LDR Holding, une entreprise française spécialisée dans la chirurgie liée à la colonne vertébrale.
En juillet 2016, Zimmer Biomet acquiert pour 164 millions d'euros la start-up Medtech, créée par Bertin Nahum, spécialisée dans les robots conçus pour le bloc-opératoire.

## Critiques
Pendant l'invasion russe de l'Ukraine en 2022, Zimmer Biomet a continué de vendre sur le marché russe. Une étude de Yale University mise à jour le 28 avril 2022, identifiant la réaction des entreprises à l'invasion de la Russie, a révélé que Zimmer Biomet continuait de fonctionner comme d'habitude en Russie : des entreprises défiant les demandes de retrait ou de réduction de leurs activités.